# Sadok Mtimet
Sadok Mtimet, né le 23 janvier 1939 à Zarzis et décédé le 21 septembre 2009 à Tunis, est un médecin tunisien. Il est considéré, avec le docteur Hassen Gharbi, comme le père de la biophysique et de la médecine nucléaire en Tunisie.

## Biographie
Mtimet est le cadet d'une famille de cinq enfants. Son père Ahmed, formé à la Zitouna, occupe les fonctions de notaire qui le conduisent à séjourner avec sa famille dans la ville du Kef. En dehors de cette période, la famille vit à El Mouensa, un bourg de la ville de Zarzis, dans le sud du pays.
En 1965, il épouse Brigitte Boucard, ressortissante haïtienne et future médecin. Ils ont trois enfants.

### Formation
Il suit les cours de l'école primaire d'El Mouensa. Bénéficiaire d'une bourse d'études, il est envoyé à Tunis pour continuer ses études secondaires. Il passe quelques mois au Collège Sadiki puis rejoint le lycée Khaznadar nouvellement construit. Il y obtient son baccalauréat en section sciences expérimentales en 1958.
Il part alors pour Montpellier en France, où il s'inscrit à la faculté de médecine où il s'inscrit en physique-chimie-biologie en septembre 1959. En juin 1965, la fin de ses études est sanctionnée par une thèse de médecine. Il devient alors moniteur en biophysique chez le professeur Sucquet.

### Carrière
Il est interne à l'hôpital Charles-Nicolle de Tunis de 1964 à 1965, dans le service du professeur Hassouna Ben Ayed. De 1967 à 1970, il est assistant à l'Institut Gustave-Roussy de Paris, dans le service du professeur Maurice Tubiana ; il passe le concours d'assistanat à Tunis, en avril 1968, avant de revenir définitivement en Tunisie en juillet 1970.
Entré à l'Institut Salah-Azaïz en tant qu'assistant, il accède à la fonction de chef du service Isotopes, puis est nommé directeur du Centre national de radioprotection à sa création,. Ayant suivi la filière hospitalo-universitaire, il est parallèlement professeur à la faculté de médecine de Tunis et y occupe le poste de chef du département de biophysique.

## Publications
- (en) Michèle V. El May, Neila Chahed et Sadok Mtimet, « Radon concentrations in some dwellings of Tunisia », Health Physics, vol. 86, no 2,‎ février 2004, p. 150-154 (ISSN 0017-9078).
- (en) Michèle V. El May, Josette Jeusset, Ahmed El May, Sadok Mtimet et Philippe Fragu, « Evidence of iodine storage within thyroid stroma after iodine treatment : imaging by secondary ion mass spectometry (SIMS) microscopy in goitrous tissue », Journal of Clinical Endocrinology and Metabolism, vol. 81, no 6,‎ juin 1996, p. 2370-2375 (ISSN 0021-972X).

## Honneurs divers
- Colloque consacré au Pr Sadok Mtimet[4] ;
- Création du Prix Sadok-Mtimet[5].